# Donaualtwasser Schnödhof (Naturschutzgebiet)
Koordinaten: 48° 43′ 33″ N, 11° 0′ 9″ O

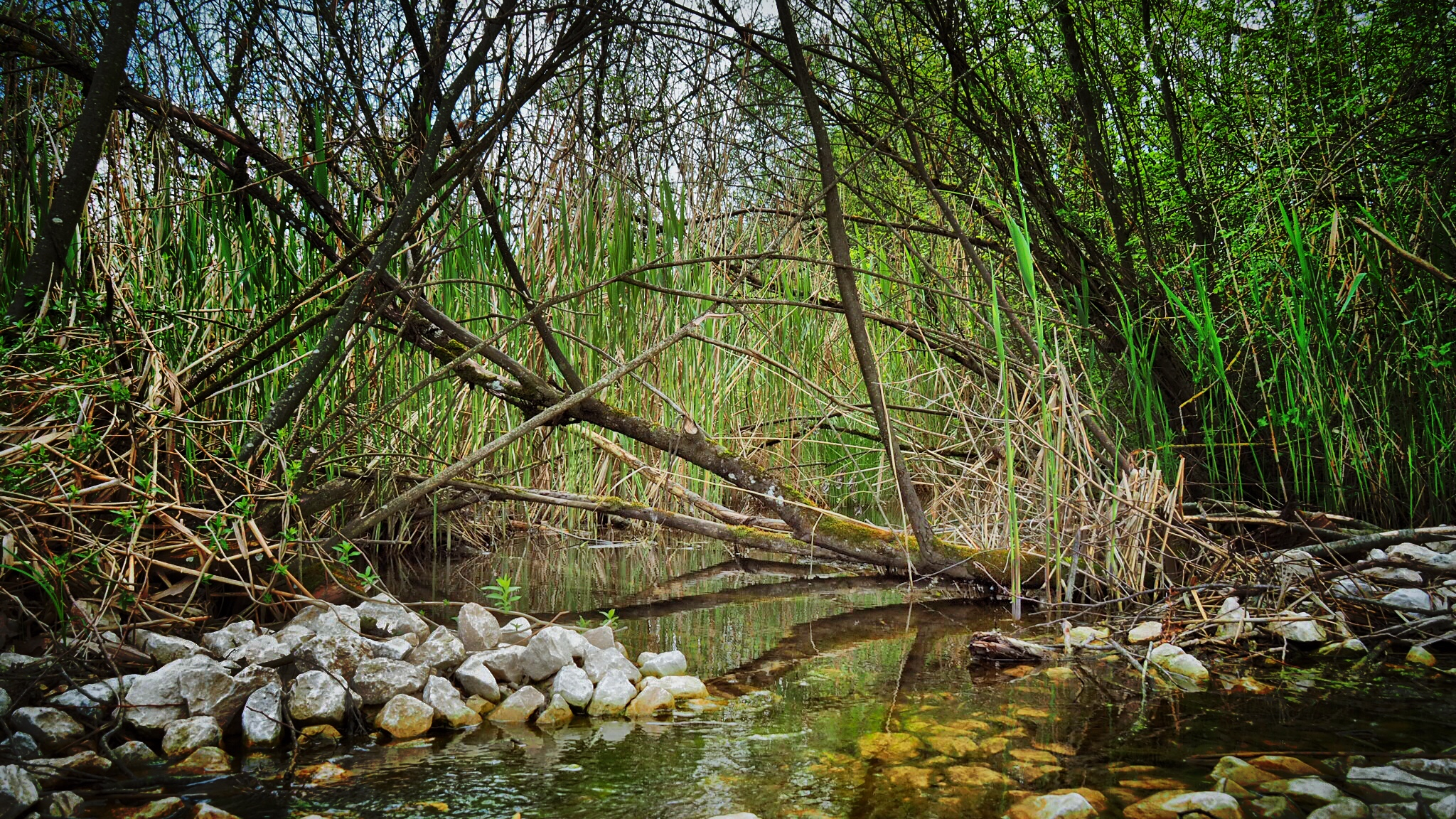
Donaualtwasser Schnödhof

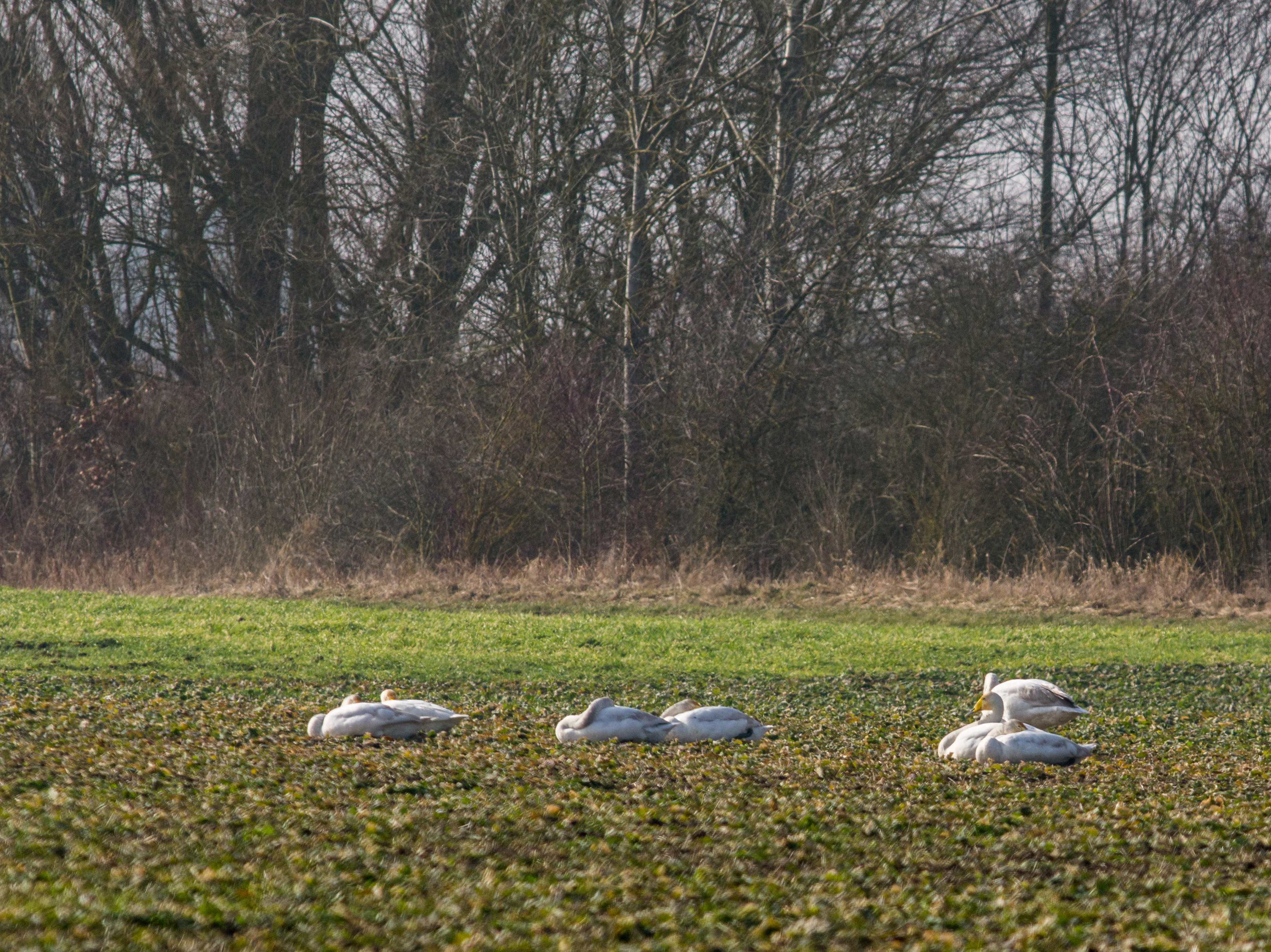
Ruhende Singschwanfamilie mit letztjährigen Jungvögeln auf einem Winterfeld direkt an der Grenze des Naturschutzgebietes Donaualtwasser Schnödhof

Das Naturschutzgebiet Donaualtwasser Schnödhof befindet sich südlich der Vogelfreistätte Stausee Bertoldsheim bezirksübergreifend auf der Grenze der bayerischen Regierungsbezirke Oberbayern und Schwaben. Bei einer Gesamtfläche von 82,46 ha entfällt auf den oberbayerischen Landkreis Neuburg-Schrobenhausen ein Anteil von 58,62 ha, auf den schwäbischen Donau-Ries eine Teilfläche von 23,84 ha. Die Inschutzstellung erfolgte am 2. April 1994.

## Lage und Beschreibung
Es handelt sich um einen großen Altwasser- und Uferbereich an der Donau mit prägnanten Auwaldresten und weiten Verlandungszonen, die zwischen Durchfeuchtung und Austrocknung ein wechselndes Milieu des Talbodens bilden. Das Gebiet ist Teil des FFH-Gebiets Kennnummer 7232-301 „Donau mit Jura-Hängen zwischen Leitheim und Neuburg“ und des SPA-Gebiets 7231-471 „Donauauen zwischen Lechmündung und Ingolstadt“. Weiterhin ist das Donaualtwasser Schnödhof auch Teilfläche des Ramsargebietes Lech-Donau-Winkel und unterliegt damit auch gleichzeitig dem Europäischen Artenschutzprogramm Natura 2000. Es bestehen strikte Betretungsverbote zu bestimmten Jahreszeiten.
Die nördliche Grenze wird von mehreren Altbaggerseen gebildet, die vom Fischereiverein Rennertshofen betreut werden und weitgehend naturbelassen sind. Im Osten grenzt das Naturschutzgebiet an die Staatsstraße ND 11, die nordwärts direkt zur Bertoldsheimer Donaustaustufe mit einer europäisch bedeutsamen Vogelfreistätte führt und eines der ältesten Ramsargebiete Deutschlands ist. Im Süden und Westen grenzen landwirtschaftliche Ackerflächen an, die im Winter gern von durchziehenden und bleibenden Entenvögeln wie Graugänse, Sing- und Zwergschwäne des Naturschutzgebietes wie auch der nahen Bertoldsheimer Staustufe als Weide genutzt werden.